# (19182) Pitz
(19182) Pitz est un astéroïde de la ceinture principale.

## Description
(19182) Pitz est un astéroïde de la ceinture principale. Il fut découvert le 7 octobre 1991 à Tautenburg par Lutz Dieter Schmadel et Freimut Börngen. Il présente une orbite caractérisée par un demi-grand axe de 2,64 UA, une excentricité de 0,09 et une inclinaison de 2,4° par rapport à l'écliptique.

## Compléments